# Arquiteturas moleculares mecanicamente interligadas
Em química, arquiteturas moleculares mecanicamente interligadas ( MIMAs ) são moléculas que são conectadas como consequência de sua topologia . Essa conexão de moléculas é análoga às chaves em um laço de chaveiro . As chaves não são conectadas diretamente ao laço do chaveiro, mas não podem ser separadas sem quebrar o laço. No nível molecular, as moléculas interligadas não podem ser separadas sem a quebra das ligações covalentes que compõem as moléculas unidas; isso é conhecido como uma ligação mecânica . Exemplos de arquiteturas moleculares mecanicamente interligadas incluem catenanos, rotaxanos, nós moleculares e anéis borromeanos moleculares . O trabalho nesta área foi reconhecido com o Prêmio Nobel de Química de 2016 para Bernard L. Feringa, Jean-Pierre Sauvage e J. Fraser Stoddart .    
A síntese dessas arquiteturas emaranhadas tornou-se eficiente pela combinação da química supramolecular com a síntese covalente tradicional. No entanto, arquiteturas moleculares mecanicamente interligadas apresentam propriedades que diferem tanto de " conjuntos supramoleculares " quanto de "moléculas covalentemente ligadas". O termo "ligação mecânica" foi cunhado para descrever a conexão entre os componentes de arquiteturas moleculares mecanicamente interligadas. Embora a pesquisa sobre arquiteturas moleculares mecanicamente interligadas se concentre principalmente em compostos artificiais, muitos exemplos foram encontrados em sistemas biológicos, incluindo: nós de cistina, ciclotídeos ou peptídeos de laço, como a microcina J25, que são proteínas, e uma variedade de peptídeos .

## Topologia residual
Topologia residual  é um termo estereoquímico descritivo para classificar uma série de moléculas entrelaçadas e interligadas, que não podem ser desembaraçadas em um experimento sem a quebra de ligações covalentes, enquanto as regras estritas da topologia matemática permitem tal desembaraço. Exemplos de tais moléculas são rotaxanos, catenanos com anéis covalentemente ligados (os chamados pretzelanos ) e nós abertos (pseudonós) que são abundantes em proteínas .
O termo "topologia residual" foi sugerido devido à notável semelhança desses compostos com espécies topologicamente não triviais bem estabelecidas, como catenanos e knotanos (nós moleculares). A ideia de isomerismo topológico residual introduz um esquema prático para modificar os grafos moleculares e generaliza esforços anteriores de sistematização de moléculas mecanicamente ligadas e em ponte.

## História
Experimentalmente, os primeiros exemplos de arquiteturas moleculares mecanicamente interligadas surgiram na década de 1960 com a síntese de catenanos por Wasserman e Schill e rotaxanos por Harrison e Harrison. A química dos MIMAs atingiu a maturidade quando Sauvage foi pioneiro em sua síntese usando métodos de modelagem.  No início da década de 1990, a utilidade e até mesmo a existência dos MIMAs foram questionadas. Esta última preocupação foi abordada pelo cristalógrafo de raios X e químico estrutural David Williams. Dois pesquisadores de pós-doutorado que aceitaram o desafio de produzir [5]catenano (olimpiadano) expandiram os limites da complexidade dos MIMAs que poderiam ser sintetizados; seu êxito foi confirmado em 1996 por uma análise de estrutura de estado sólido conduzida por David Williams. 

## Ligação mecânica e reatividade química
A introdução de uma ligação mecânica altera a química dos subcomponentes dos rotaxanos e catenanos. O impedimento estérico das funcionalidades reativas é aumentado e a força das interações não covalentes entre os componentes é alterada. 

### Efeitos de ligação mecânica em interações não covalentes
A força das interações não covalentes em uma arquitetura molecular mecanicamente interligada aumenta em comparação com os análogos não mecanicamente ligados. Essa força aumentada é demonstrada pela necessidade de condições mais severas para remover um íon molde metálico dos catenanos em oposição aos seus análogos não mecanicamente ligados. Esse efeito é chamado de "efeito catenando".   As interações não covalentes aumentadas em sistemas interligados em comparação com sistemas não interligados encontraram utilidade na ligação forte e seletiva de uma gama de espécies carregadas, permitindo o desenvolvimento de sistemas interligados para a extração de uma gama de sais.  Esse aumento na força das interações não covalentes é atribuído à perda de graus de liberdade após a formação de uma ligação mecânica. O aumento na força das interações não covalentes é mais pronunciado em sistemas interligados menores, onde mais graus de liberdade são perdidos, em comparação com sistemas interligados mecanicamente maiores, onde a mudança nos graus de liberdade é menor. Portanto, se o anel em um rotaxano for tornado menor, a força das interações não covalentes aumenta; o mesmo efeito é observado se o fio também for tornado menor. 

### Efeitos da ligação mecânica na reatividade química
A ligação mecânica pode reduzir a reatividade cinética dos produtos, o que é atribuído ao aumento do impedimento estérico. Devido a esse efeito, a hidrogenação de um alceno na rosca de um rotaxano é significativamente mais lenta em comparação com a rosca equivalente não interligada.  Esse efeito permitiu o isolamento de intermediários que, de outra forma, seriam reativos.
A capacidade de alterar a reatividade sem alterar a estrutura covalente levou os MIMAs a serem investigados para uma série de aplicações tecnológicas.

### Aplicações da ligação mecânica no controle da reatividade química
A capacidade de uma ligação mecânica reduzir a reatividade e, portanto, prevenir reações indesejadas tem sido explorada em diversas áreas. Uma das primeiras aplicações foi na proteção de corantes orgânicos contra a degradação ambiental .

## Exemplos
- Catenanos:

A síntese de catenanos — moléculas compostas por dois ou mais anéis mecanicamente entrelaçados — evoluiu enormemente desde sua primeira demonstração em 1960 por Schill e Lüttringhaus. Essa abordagem inicial, embora elegante, era limitada por baixos rendimentos e procedimentos complexos, permanecendo como referência até o início dos anos 1980. A síntese eficiente de catenanos conquistada primeiramente por Sauvage, Kintzinger e Dietrich-Buchecker em ‘Une nouvelle famille de molecules: les metallo-catenanes’ (1983), em geral, tem o uso dos metais de transição e a geometria de coordenação que complexos com estes possuem para a criação dos ‘metal-templates’, que favorecem o encaixe das moléculas que formam o catenano.
Em 1983, Sauvage demonstrou pela primeira vez como um íon Cu+ poderia ser usado para organizar precursores moleculares em uma orientação ortogonal, promovendo de maneira eficiente a formação de catenanos. Essa estratégia envolvia a coordenação de ligantes derivados de fenantreno bidentados ao centro metálico, no qual resultava na formação de uma [2]catenana com rendimentos impressionantes para a época — cerca de 42%. O íon metálico é removido após a síntese, liberando a catenana “limpa”, cuja topologia foi confirmada por cristalografia de raios X em 1985. Esse método, ao alinhar controle topológico e eficiência, se consolidou como a base da síntese template moderna.
Nas décadas seguintes, o campo continuou a avançar, culminando no desenvolvimento do chamado método de template ativo (active-metal template synthesis). Essa abordagem, descrita detalhadamente por Leigh e colaboradores, representa uma evolução do conceito de Sauvage ao conferir ao metal uma dupla função: além de organizar os componentes para o entrelaçamento (papel do template), o centro metálico também catalisa ativamente a reação de fechamento do anel em uma única etapa cinética. Um exemplo notável é o uso de Cu(I) para catalisar a reação de “click” (CuAAC)  entre uma azida e um alquino enquanto mantém os precursores entrelaçados, produzindo [2]catenanas com rendimentos elevados e uma notável redução de subprodutos macrocíclicos não interligados (<7%). Com isso, o template ativo estabeleceu-se como uma das estratégias mais robustas e versáteis para a montagem de catenanas e outras topologias complexas, como máquinas moleculares e materiais supramoleculares.

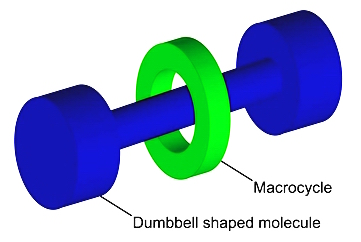
Rotaxano
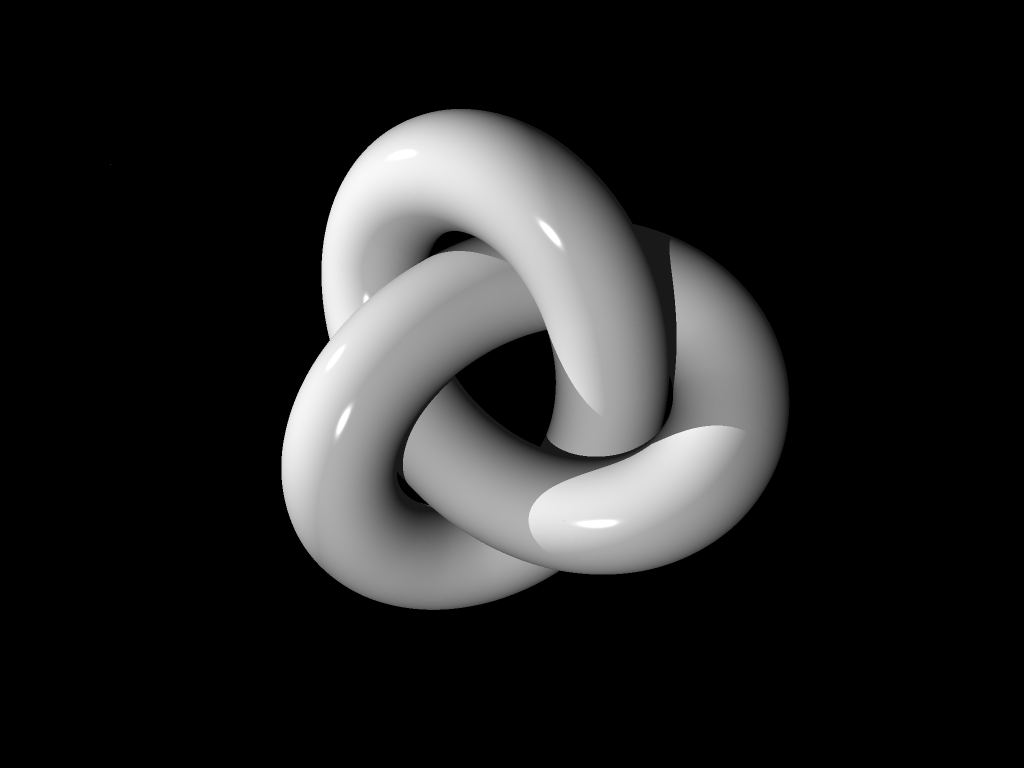
Nó molecular
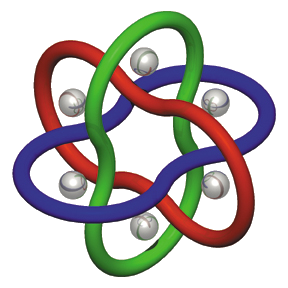
Anéis borromeanos moleculares